# Угадай мелодию
«Угада́й мело́дию» — российская музыкальная телеигра на «Первом канале», локализованная версия американской телеигры Name That Tune. Ведущий Валдис Пельш проверяет «музыкальную грамотность» участников игры и оценивает её по курсу Центробанка России. Из трёх игроков только одному удаётся поучаствовать в суперигре, где ему предстоит за 30 секунд отгадать семь мелодий. В студии играет живой оркестр.
Премьера телепередачи состоялась 3 апреля 1995 года на «ОРТ» в 18:20 по московскому времени.
Производством телепроекта «Угадай мелодию» занимается группа компаний «Красный квадрат» (с 2013 года), ранее телепрограмма производилась телекомпанией «ВИD».

## История
Телеигра является последним телевизионным проектом, воплощённым телеведущим и журналистом Владиславом Листьевым.
В конце 1994 года Листьев вместе со своим коллегой и другом Юрием Николаевым стали разрабатывать идею новой музыкальной передачи на будущем телеканале «ОРТ». Первым кандидатом на роль ведущего телепередачи стал вокалист группы «Браво» Валерий Сюткин, но тот отказался, считая, что это приведёт к распаду музыкального коллектива. По рекомендации Сюткина Владислав Листьев посетил концерт группы «Несчастный случай» и заметил там одного из её участников, Валдиса Пельша. Листьев пригласил Пельша в телекомпанию «ВИD» и объяснил ему свою концепцию телепрограммы, основанную на американском формате Name That Tune (он используется в Болгарии, Бразилии, Германии, Индонезии, Ливане, Монголии, Польше и США), которая была одобрена последним. Далее Листьев подключил к работе режиссёра и актрису Аллу Плоткину и руководителя Национального академического концертного оркестра Республики Беларусь Михаила Финберга. Основная тема игры — песня «Песни, секунды, ноты».
Первые съёмки телеигры состоялись в марте 1995 года, спустя две недели после убийства Владислава Листьева. Изначально Валдис Пельш не справлялся с работой ведущего в кадре (так, первые два пилотных выпуска не понравились руководству программы и впоследствии были стёрты), но вскоре начал осваиваться. Данный съёмочный цикл проводился в течение 40 дней подряд, за это время сняли 143 выпуска — это является одним из уникальных случаев в истории не только самой телепрограммы, но и российского телевидения в целом. По контракту с телекомпанией «ВИD» Пельш не имел права появляться в сторонних проектах «ОРТ». Съёмки одного выпуска обходились «ВИD» в 4000$, со включением стоимости их организации и закупленной лицензии.
Телепередача выходила в эфир с 3 апреля 1995 по 1 июля 1999 года на «ОРТ» и с 27 октября 2003 по 1 июля 2005 года на «Первом канале». В обоих случаях выход в эфир телепередачи прекращался по разным причинам. Во-первых, и в 1999, и в 2005 годах было замечено существенное снижение рейтингов телепрограммы, на что, по мнению Валдиса Пельша, могла повлиять её однообразность. Другая причина заключается в том, что с наступлением экономического кризиса в 1998 году телеканалом были снижены закупочные цены, и телекомпания «ВИD» начала производить телепередачу себе в убыток. Фирма-правообладатель «Sandy Frank Entertainment» отказалась от уменьшения стоимости лицензии на телепередачу и стала дополнительно требовать крупную сумму денег (примерно половину стоимости самой телепередачи). Данные условия не были приняты в «ВИD», и договор продлён не был.
С 20 ноября 1999 по 12 августа 2000 года в эфир с перерывами выходила похожая телепрограмма «Угадай и компания» («Угадайка») с немного изменённым форматом, разработанным Валдисом Пельшем и Андреем Разбашем. В итоге данную телепередачу было решено закрыть по причине низких рейтингов, поскольку кардинально новую концепцию телепрограммы зрители попросту не воспринимали.
С 12 июля по 28 декабря 2008 года на «Первом канале» выходил похожий по формату телепроект «Можешь? Спой!», где заданием было продолжить строчку в популярной песне. Несмотря на статьи в прессе, где указывалось на сходство нового шоу с «Угадай мелодию», а ведущего Дмитрия Шепелева журналисты по экспрессии в кадре сравнивали с Валдисом Пельшем, а по чувству юмора — с Иваном Ургантом, телешоу не смогло повторить успех «Угадай мелодию» — телепрограмма стартовала с рейтингом 3.2 и долей 14.6, заняв лишь 56 место в сотне наиболее популярных телепрограмм за период с 7 по 13 июля 2008 года.
Со 2 по 11 января 2013 года, после длительного перерыва в трансляции, вышли новые праздничные новогодние выпуски «Угадай мелодию». После этого в адрес руководства «Первого канала» поступили многочисленные просьбы оставить телепрограмму для постоянного показа, о чём свидетельствовали комментарии на сайте и форуме телеканала. 8 января того же года руководство «Первого канала» сообщило, что телепрограмма скоро вернётся в эфир на постоянной основе, также пообещав, что её трансляция будет осуществляться в выходные дни. 8 марта 2013 года вышел очередной праздничный выпуск, а с 30 марта телепередача стала выходить еженедельно на постоянной основе. С этого же времени права на распространение формата Name That Tune за рубежом перешли к британской компании FremantleMedia. В телеигре стали принимать участие только актёры, деятели культуры и шоу-бизнеса и лица, так или иначе аффилированные с телеканалом. При этом с 6 июля по 3 августа 2013 года вышли три выпуска с участием обычных людей.
С 2014 по 2017 год телепрограмма выходила не еженедельно с перерывами, причём с лета 2015 года трансляция передачи стала более нерегулярной. А с 2018 по 2021 год телеигра транслировалась ежегодно только в новогодние праздничные дни.
Поскольку компания-дистрибьютор не принимала активное участие в съёмках телепрограммы, в «Угадай мелодию» имеется ряд признаков, отличающих телепередачу от оригинала. Среди них можно отметить студийное и графическое оформление телепередачи, а также стиль ведения игры Пельшем: приравнивание курса рубля к единице случайной валюты (в первой версии и новогодних спецвыпусках 2013 года) и периодическое обращение к зрителям в скрытую камеру, если кто-либо из игроков не сразу, или вообще не рискует нажать на кнопку, чтобы дать ответ.
В январе 2021 года выходил обновлённый формат шоу под названием «Угадай мелодию. Хайп года». Основными новшествами этого формата были: видеосвязь с известным музыкантом, певцом; загадки в виде эмодзи, по которым участникам нужно угадать песню в третьем туре; дополнительные вопросы к некоторым мелодиям в первом туре, за правильный ответ на которые можно удвоить свой результат; оркестр состоял теперь только из женщин (женская кавер-группа BandShik), также появилась электронная музыка, которую играл DJ Леонид Руденко.
В январе 2022 года шоу выходило в формате «1991—2021», в рамках которого звучали хиты последнего 30-летия. Угадывали их не только «динозавры» отечественной эстрады, но и совсем юные звёзды «TikTok». С этого момента и до 2024 года телепрограмма выходила помимо новогодних праздничных дней и в ближайшие некоторые выходные января каждого года.
Выпуски с 3 по 21 января 2023 года, созвучные с другим шоу «Первого канала» — «Новогодняя ночь», выходили с приставкой «20 лет спустя» и были посвящены музыке 2000-х годов. С тех же пор компания Fremantle не участвует в производстве «Угадай мелодию» вовсе. С этого момента вновь звучит электронная музыка, которую теперь играет дуэт DJ Twins (Анна и Кристина Каминские).
Выпуски со 2 по 13 января 2024 года выходили с приставкой «10 лет спустя» и были посвящены музыке 2010-х—2020-х годов, однако разгадывались мелодии не только этих годов, но и более ранних. В этих выпусках к бессменному ведущему Валдису Пельшу присоединилась помощница Гамма, основанная на искусственном интеллекте. Также в начале программы звучали новогодние песни, которых исполняла женская группа SOPRANO Турецкого.

## Правила

### Первый тур
Участвуют три игрока. Предлагается четыре категории музыки по четыре мелодии в каждой (четыре «ноты»). Стоимость «нот» различная — от 15 до 100 рублей в «Угадай мелодию» и в «Угадай мелодию-3» и от 500 до 1500 рублей в «Угадай мелодию-2». Категории в телеигре бывают именные (то есть песни одного исполнителя или композитора), тематические (песни о каком-либо явлении, предмете, чувстве, людях), жанровые или категории песен из какого-то определённого времени (70-е, 80-е, 90-е и так далее). У некоторых категорий может быть несколько вариантов, поэтому ведущий всегда уточняет, о чём песни в каждой категории.
После выбора ноты звучит мелодия без слов. Участнику требуется первым вспомнить, что это за мелодия, нажать на кнопку и ответить. При правильном ответе стоимость «ноты» зачисляется на табло участника, который имеет право выбирать уже следующую категорию. Если игрок ошибся, его «штрафуют» — две мелодии он пропускает и находится вне игры.
Мелодии не могут звучать бесконечно, рано или поздно музыка перестаёт играть, и в этом случае «нота» остаётся неразыгранной. Не все категории и ноты могут разыгрываться в первом туре, по его окончании участники не выбывают.
В 2019 году в первом туре существовало такое правило: после того, как прозвучит одна из мелодий, блогер и пародист Кирилл Нечаев исполняет эту песню в образе трёх известных музыкантов. Участник, угадавший мелодию, должен также угадать образ, который показывает Нечаев. Если он справляется с этим заданием, его очки, заработанные за угаданную мелодию, удваиваются. В 2021 году к одной из мелодий задавался вопрос, связанный с песней либо исполнителем, за правильный ответ на который также удваивались очки, заработанные за угаданную мелодию.

### Второй тур
Правила во втором туре схожи с правилами первого, но теперь в категориях нет «нот». При выборе одной из четырёх категории сразу начинает звучать музыка, и пока она играет, соответственно, увеличивается и стоимость мелодии. Начинается с 50 р. в «Угадай мелодию» и в «Угадай мелодию-3» и 1500 р. в «Угадай мелодию-2», за одну секунду возрастает примерно на 10 и на 3 р. соответственно. В каждой категории четыре мелодии и своя стоимость.
Если никто не угадывает мелодию, она остаётся не разыгранной, но приз обычно существенно возрастает. В конце второго тура игру покидает тот участник, у которого меньше всего заработанных денег.

### Третий тур
Третий тур существенно отличается от предыдущих. Ведущий даёт двум оставшимся игрокам подсказку для мелодии — о чём эта песня. После этого начинаются импровизированные «торги» — игроки говорят друг другу, с какого количества нот они смогут угадать эту мелодию («Я угадаю эту мелодию с семи нот…», «А я — с шести…» и так далее). Можно назвать любое число нот от 7 до 3. «Торги» начинает тот, у кого больше денег на счету. Дальше ситуация развивается, как на аукционе: до наименьшего числа нот. Участник в любой момент может прекратить «торги» и отдать право угадывать мелодию сопернику («Угадывай!»). Торги прекращаются автоматически, если кто-то сказал, что угадает мелодию с трёх нот. На рояле, находящемся в студии, проигрывают количество нот, на которых остановились торги. После этого игроку необходимо угадать. Если отвечает правильно — получает один балл. Если нет — балл получает его соперник. Игра идёт до тех пор, пока кто-либо не наберёт три очка. Набравший три очка участник выходит в суперигру, другой же участник покидает игру.

### Суперигра
Все деньги, заработанные на предварительном этапе игры (в «Угадай мелодию-2» — сумма заработанных денег всех игроков), в любом случае остаются у игрока.
Участник должен угадать 7 мелодий за 30 секунд. Если он сомневается на одной из мелодий, то может пропустить её и вернуться к ней позже. Ошибаться нельзя. Участник проигрывает, если:
- Ошибается, угадывая мелодию;
- Истекают 30 секунд.

Если участник угадал все мелодии, он считается абсолютным победителем и его приз увеличивается. Сумма, на которую возрастает приз — 500 р. в «Угадай мелодию», 5 000 р. в «Угадай мелодию-2» и 10 000 р. в «Угадай мелодию-3».
В конце каждой игры «Угадай мелодию» игрок уходит из студии через подиум, а Пельш растворяется в толпе оркестра. Звучит музыка телепрограммы. С «Угадай мелодию-2» ведущий уходит через подиум вместе с игроком.
В конце каждой игры «Угадай мелодию-2» седьмую мелодию суперигры (даже если игрок не дошёл до неё) исполняет эстрадный певец, певица или группа.

## Пародии
- В КВН телепередачу пародировали осенью 1995 года на Музыкальном фестивале (пародия «Угадай депутатов»); также пародии делали команды КВН «Уральские пельмени», «Новые армяне» (африканская версия), «Сборная Камызякского края»[39], «Плюшки имени Ярослава Мудрого»[40] и «Борцы»[41].
- Телепрограмма была спародирована в телепередачах «О.С.П.-студия» и «Раз в неделю» под названиями «Угадай пародию»[42] и «Угадай что-нибудь»[43] соответственно.
- Другая пародия на телепередачу была показана в телепрограмме «Джентльмен-шоу» и получила название «Угадай еду».
- 10 марта 2013 года телепрограмма была спародирована в телепередаче «Большая разница ТВ», роль ведущего исполнил Сергей Бурунов[44].

## Награды
- В 1997 году телепрограмма получила премию ТЭФИ в номинации «Ведущий развлекательной программы» (Валдис Пельш)[45][46][6].